# Iwanowka (rejon moskaleński)
Iwanowka (ros. Ивановка) – wieś (dieriewnia) w Rosji, w obwodzie omskim, w rejonie moskaleńskim. W 2010 liczyła 795 mieszkańców.